# Lun
Lun is een plaats in de gemeente Novalja in de Kroatische provincie Lika-Senj. De plaats telt 337 inwoners (2001).